# 赵伯鲁
赵伯鲁（？—？），是中国春秋时期晋国赵氏的领袖赵简子之嫡长子，原為世子，被简子所廢，易以赵襄子。其後襄子立了伯鲁之孫為君，是為赵献子。

## 簡介
趙簡子本來立了嫡長子趙伯魯為太子，為了確立繼承人選，請來善於相術的姑布子卿到府中，召諸子前來讓子卿看相，結果子卿認定庶子毋卹才是可以統率大軍之人。為了決定伯魯與毋卹二人之間誰更適合繼位，趙簡子將訓誡之辭寫在竹簡上分授二人，要求他們認真習讀，領悟要旨。過了三年，趙簡子突然對二人作出考查，結果伯魯無法背出當中內容，甚至連竹簡也丟失了；而毋卹卻對竹簡上的訓誡背誦如流，而且一直將它攜藏於身，把它從衣袖中取出給父親看。於是趙簡子亦認同毋卹更為優良，已有改立他為世子的打算。
又有一次，趙簡子對兒子們說在常山藏有寶符，諸子在常山上遍尋不獲，只有毋卹了解父親心意，知道所謂「寶符」是指憑藉常山之險居高臨下奪取代國。趙簡子確認毋卹果然是諸子中最優秀的，於是決定廢世子伯魯，立毋卹為儲。毋卹在趙簡子死後繼承晉卿之職，是為趙襄子。
趙襄子攻取代國（今河北蔚县）後，因為伯魯早亡，故此把伯魯的兒子趙周封到代地，立為代成君。由於伯魯以嫡長子的身分被廢，趙襄子決定尊重宗法，不立自己的兒子為繼承人，希望把趙氏傳給趙周。由於趙周早死，又改立其子趙浣為儲君。襄子死後，其子趙桓子自立為君。桓子死後，趙家宗室迎回趙浣，擁立為君，是為趙獻子。